# توماس داونپورت
توماس داونپورت (۹ ژوئیه ۱۸۰۲ - ۶ ژوئیه ۱۸۵۱) آهنگر ورمونتی بود که اولین موتور الکتریکی DC آمریکایی را در سال ۱۸۳۴ ساخت

## زندگی‌نامه
داونپورت در ویلیامزتاون، ورمونت به دنیا آمد. او در جنگل دیل، روستایی در نزدیکی شهر براندون زندگی می‌کرد.
در اوایل سال ۱۸۳۴، او یک موتور الکتریکی با باتری تولید کرد. او از آن برای به کار انداختن یک ماشین مدل کوچک در بخش کوتاهی از مسیر استفاده کرد و راه را برای برقی‌سازی بعدی ترامواها هموار کرد.
بازدید داونپورت در سال ۱۸۳۳ از کارخانه‌های آهن پنفیلد و تافت در کراون پوینت، نیویورک، جایی که یک آهنربای الکتریکی بر اساس طرح جوزف هنری، انگیزه ای برای فعالیت‌های الکترومغناطیسی او بود. داونپورت یک آهنربای الکتریکی از کارخانه کراون پوینت خرید و آن را جدا کرد تا ببیند چگونه کار می‌کند. سپس با استفاده از ابریشم لباس عروس همسرش، هسته آهنی بهتری ساخت و سیم‌کشی را دوباره اصلاح کرد.
داونپورت به همراه همسرش امیلی و همکارش اورنج اسمالی، اولین اختراع آمریکایی را در مورد ماشین الکتریکی در سال ۱۸۳۷ به نام اختراع شماره ۱۳۲ ایالات متحده دریافت کرد در سال ۱۸۴۰، او Electro-Magnetic and Mechanics Intelligencer را چاپ کرد و آن را به اولین مجله ای تبدیل کرد که با برق چاپ می‌شد.
در سال ۱۸۴۹، چارلز گرافتون پیج، دانشمند و مخترع واشینگتن، پروژه‌ای را برای ساخت یک لوکوموتیو با نیروی الکترومغناطیسی، با بودجه قابل توجهی که توسط مجلس سنای ایالات متحده اختصاص یافته بود، آغاز کرد. داونپورت با استدلال برای موتورهایی که قبلاً اختراع کرده بود، خرج بودجه عمومی را به چالش کشید. در سال ۱۸۵۱، لوکوموتیو الکترومغناطیسی سایز کامل پیج در خط راه‌آهن بین واشینگتن و بالتیمور مورد آزمایش قرار گرفت.

## بیشتر خواندن
- پست، RC (1976). فیزیک، اختراعات و سیاست: بیوگرافی چارلز گرافتون صفحه. نیویورک: انتشارات تاریخ علم.
- مایکل برایان شیفر، ۲۰۰۸. مبارزات قدرت: قدرت علمی و ایجاد الکتریسیته عملی قبل از ادیسون، کارشناسی ارشد کمبریج: انتشارات MIT.
- فرانک ویکس "موتور آهنگر. الکتریسیته، مغناطیس و حرکت: یک ورمونتر خودآموخته جهت روشنایی جهان را نشان داد. مهندسی مکانیک, تیر ۱۳۷۸.
- ثبت اختراع داونپورت برای موتور الکتریکی، صادر شده در اوایل سال ۱۸۳۷، امروز در تاریخ فناوری ۲۵ فوریه (لینک مستقیم)
- فروشگاه اسمالی و داونپورت
- اختراع موتور الکتریکی 1800-1854: توماس داونپورت